# Kosmopoulos c. Constitution Insurance Co.
Kosmopoulos c. Constitution Insurance Co. est un arrêt de principe de la Cour suprême du Canada sur la capacité du tribunal à lever le voile corporatif, c'est-à-dire d'imposer un intérêt ou une responsabilité aux actionnaires d'une entreprise plutôt qu'à l'entreprise elle-même. Il a été jugé que le voile ne peut être levé que là où il serait « juste et équitable », notamment vis-à-vis des tiers. L'affaire est également un arrêt de principe du droit des assurances car il énonce que l'actionnaire unique a un intérêt d'assurance. 
Bien que la Cour suprême ait rejeté l'argument du voile corporatif des plaignants et son argument de dépositaire, le tribunal n'a pas maintenu la règle de Macaura. La ratio decidendi de cette affaire est qu'un assuré peut recouvrer une indemnité tant qu'il satisfait au critère de l'attente factuelle, qu'il ait ou non un titre légal sur l'objet du contrat d'assurance. 

## Les faits
M. Kosmopoulos avait une entreprise de maroquinerie dont il était l'unique actionnaire et administrateur. Son bail pour le bureau de l'entreprise était sous son propre nom à partir du moment où il dirigeait l'entreprise en tant que propriétaire unique. Les polices d'assurance-incendie indiquaient que l'assuré était le propriétaire unique même si l'agence d'assurance était bien consciente du fait que l'entreprise était exploitée par la société constituée en société. (Son agence d'assurance savait qu'il était en vertu du bail en tant que lui-même, mais exploitait une entreprise en tant que société.) Un incendie dans un lot voisin a endommagé son bureau.
Cependant, la compagnie d'assurance a refusé de couvrir ses dommages. L'assureur a refusé d'indemniser M. Kosmopoulos au motif que la société était propriétaire du bien, même s'il était l'unique actionnaire de la société. La position de l'assureur était compatible avec la décision de 1925 de la Chambre des Lords dans l'affaire Macaura c. Northern Assurance Co Ltd.
En vertu de la common law, telle qu'établie par Salomon v A Salomon & Co., les sociétés sont des entités entièrement distinctes de ceux qui les dirigent, et donc les contrats conclus par la société ne peuvent s'appliquer à personne d'autre qu'à la société elle-même.
Bien qu'elle soit fondée uniquement sur la loi, les sociétés par actions sont en fait des entités juridiques distinctes : par exemple, l'article 15(1) de la Loi canadienne sur les sociétés par actions stipule qu'« [une] société a la capacité et, sous réserve de cette loi, les droits, pouvoirs et privilèges d'une personne physique ».

## Jugements des juridictions inférieures
En première instance, le juge a statué que M. Kosmopoulos ne pouvait recouvrer des dommages-intérêts à titre de propriétaire pour les actifs de l'entreprise puisqu'ils appartenaient à la compagnie et non à lui, mais qu'il pouvait recouvrer à titre d'assuré en raison de son intérêt assurable dans l'immeuble. Cette décision a été confirmée en appel, le tribunal notant que les entreprises pouvant, grâce à des lois récentes, avoir un actionnaire unique, Macaura pourrait être limitée aux cas impliquant plusieurs actionnaires.

## Jugement de la Cour suprême
La question dont la Cour était saisie était de savoir si les actifs de M. Kosmopoulos, en tant qu'actionnaire, étaient couverts par l'assurance.
La Cour a confirmé la décision des juridictions inférieures.
Tout d'abord, la Cour a décidé qu'il ne s'agissait pas d'une situation dans laquelle ils devaient « lever le voile corporatif ».
Pour parvenir à cette conclusion, la Cour a examiné les exigences pour « lever le voile ». La juge Bertha Wilson a expliqué :

« Aucune règle uniforme n'a été appliquée à la question de savoir dans quelles circonstances un tribunal peut déroger à ce principe en "faisant abstraction de la personnalité morale" et en considérant la société comme un simple "mandataire" ou "instrument" de son actionnaire majoritaire ou de sa société mère. En mettant les choses au mieux, tout ce qu'on peut dire est que le principe des "entités distinctes" n'est pas appliqué lorsqu'il entraînerait un résultat [TRADUCTION]  "trop nettement en conflit avec la justice, la commodité ou les intérêts du fisc": L. C. B. Gower, Modern Company Law (4th ed. 1979), à la p. 112. »

La Cour a décidé que dans le cas présent, lever le voile permettrait injustement au propriétaire de profiter des avantages de l'incorporation tout en évitant les coûts.
Le tribunal a également rejeté l'argument du propriétaire selon lequel il était un bailleur (c'est-à-dire prenant soin) des actifs des sociétés. La société possédant toujours des actifs, ceux-ci ne pouvaient être considérés comme renfloués sans lever le voile corporatif.
Cependant, le tribunal a conclu que le propriétaire, en tant qu'assuré, détenait un intérêt assurable dans les biens, c'est-à-dire qu'il avait suffisamment de lien avec les biens pour les assurer valablement (on ne peut assurer, par exemple, un immeuble auquel ils n'ont rien à faire avec). Ce faisant, le tribunal a rejeté le principe de Macaura qui limitait un intérêt assurable à ceux qui détenaient un titre légal ou équitable sur un actif. Au lieu de cela, ils ont appliqué le « test de l'attente factuelle » (un autre test proposé par la Chambre des Lords dans Lucena v. Craufurd, le cas de 1806 invoqué pour la décision Macaura). Selon ce critère, afin d'assurer quelque chose et de récupérer pour cela, il faut avoir « une relation ou une préoccupation dans l'objet de l'assurance, laquelle relation ou préoccupation par la survenance des périls assurés peut être affectée de manière à produire un dommage, un préjudice ou un préjudice à l'assuré ». La propriété ou le titre de l'actif assuré n'est pas requis dans le cadre de ce test.